# Kokatha
I Kokatha sono un gruppo di aborigeni australiani originari del nord-ovest dell'Australia Meridionale.

## Distribuzione
L'areale tradizionale dei Kokatha comprende un'ampia fascia di circa 140.000km2 che va da Ooldea alle colline a sud di Coober Pedy e al lago Torrens a nord-ovest di Port Augusta, dove la transizione ecologica fra terre alte desertiche (le terre occupate dai Kokatha sono fra le più aride e inospitali d'Australia) e macchia mediterranea semidesertica segna il confine con le terre tradizionalmente abitate dai Barngarla: fanno parte delle terre tradizionali Kokatha aree di più recente fondazione come il sito minerario di Roxby Downs e l'area off limits di Woomera.

Oltre ai Barngarla, fra le tribù confinanti coi Kokatha vi sono i Wirangu a sud, i Mirning a sud-ovest, gli Ngalia a ovest, i Pitjantjatjara, Yankuntjatjara e Antakirinja a nord, gli Arabana e i Kuyani a est.

Assieme a Wirangu, Barngarla e Nauo, anche i Kokatha conservano memorie orali riguardo agli eventi del cosiddetto massacro di Waterloo Bay del 1849.
All'interno dell'areale storico vengono attualmente individuate tre aree facenti capo al popolo Kokatha, una nell'area dei Gawler Ranges (centro-nord della penisola di Eyre) fin dal 13 giugno 2010, una che va dal confine con l'Australia Occidentale alla municipalità di Ceduna attraverso il Fondo per lo sviluppo delle comunità aborigene dell'Outback, stabilita il 5 dicembre 2013 e condivisa con altre comunità aborigene della zona, e una terza stabilita il 1º settembre 2014 che copre l'area fra il lago Torrens e la municipalità di Roxby Downs.

## Mitologia
Per i Kokatha il cacciatore celeste Nyeeruna (identificabile con Orione) si era invaghito delle sorelle Yugarilya (le Pleiadi), che però gli resistevano, aiutate dalla più anziana di esse, Kambugudha (le Iadi): quest'ultima utilizzò la magia per calciare polvere negli occhi di Nyeeruna col suo piede sinistro, identificabile con Aldebaran che pulsa irregolarmente, ma non potendo resistere a lungo contro la magia più potente di quest'ultimo (Kambugudha necessitava di tempo per poter ricaricarsi e utilizzare nuovamente la magia, a differenza di Nyeeruna che poteva continuamente sprigionare fuoco dal bastone magico nella sua mano destra, identificabile con Betelgeuse che pulsa regolarmente e con potenza ogni 400 giorni) chiamò in suo soccorso Babba (15 Orionis), il padre di una muta di dingo, il quale ordinò ai figli di disporsi in fila per separare le sorelle dal cacciatore.
L'area di Woomera ha un ruolo particolarmente importante per questo popolo e viene considerata sacra in quanto fortemente legata al Tempo del Sogno: in particolare gli alberi di Casuarina pauper sono legati per parte maschile ai miti della creazione, e vengono per questo protetti quando nel sito militare di Woomera sono in corso i test di lancio. Più in generale, nell'area sono presenti numerosi siti archeologici sotto forma di resti di costruzioni e pitture rupestri di vario tipo (fra cui alcune che rappresenterebbero le orme dell'estinto Genyornis), databili a decine di migliaia di anni fa e non accessibili in quanto il sito è una zona militare off limits.

## Lingua
La lingua Kokatha viene considerata un dialetto della lingua del Deserto Occidentale.
I Kokatha sono noti con una serie di altri nomi:
- compitazioni alternative: Cocotah / Kookata / Cookutta / Kookatha / Gogada / Gugada / Kukatha / Kukata / Kokata / Koogatho /  Koocatho / Kukataja: si pensa che in realtà le differenti compitazioni rappresentino piuttosto due differenti varietà della lingua Kokatha, una delle quali presentava consonante dentale[15]
- Kugurda / Koogurda
- Geebera
- Koranta
- Kotit-ta
- Kakarrura (da karkurera, "ovest", in riferimento alle comunità stanziate a ovest del lago Torrens)
- Yallingarra (da alindjara, "est")
- Keibara (dispregiativo, "otarde australiane")
- Kokatja (pronuncia Yankuntjatjara)
- Madutara (esonimo Antakirinja)
- Maduwonga (esonimo Arabana e Jangkundjara)
- Nganitjiddia / Nganitjidi / Nganitjini (esonimo Nauo e Barngarla, dal significato di "coloro che ammazzano furtivi nella notte")